# Jonáš Kolomazník
Jonáš Kolomazník (* 24. února 2003 Přerov) je český atlet, specializující se na překážkářské tratě.

## Sportovní kariéra
Jonáš Kolomazník se zúčastnil Halovém mistrovství světa v roce 2025. V rozběhu byl diskvalifikován.
V roce 2025 se stal halovým mistrem ČR v běhu na 60 metrů překážek.

## Osobní rekordy
- 110 m překážek: 13,99 s, 29. 6. 2024 ve Zlíně
- 60 m překážek (hala): 7,64 s, 22. února 2025 v Ostravě